# Glyptopimpla anooshkae
Glyptopimpla anooshkae är en stekelart som beskrevs av Gupta 2002. Glyptopimpla anooshkae ingår i släktet Glyptopimpla och familjen brokparasitsteklar. Inga underarter finns listade i Catalogue of Life.